# Simone Pasqua
Simone Pasqua (* 17. November 1492 in Taggia bei Genua; † 4. September 1565 in Rom), auch Simone Pasqua di Negro, Simone de Nigro Pasca, Simeone dei Nigeri oder Simeone dei Nigris genannt, war ein Angehöriger der Römischen Kirche. Zunächst Bischof und später Kardinal, war er auch Leibarzt von Papst Pius IV.

## Leben
Der genuesische Kleriker Pasqua, der den Heiligen Stuhl in der Republik Genua vertrat, studierte Medizin und Theologie. Er wurde am 14. Februar 1561 zum Bischof von Luni und Sarzana ernannt. In dieser Funktion nahm er 1562/63 am Konzil von Trient teil, nachdem er die Stadt am 1. Dezember 1561 erreicht hatte.
Am 12. März 1565 erfolgte seine Ernennung zum Kardinalpriester von Santa Sabina durch Papst Pius IV., den Pasqua seit der Kindheit kannte und dessen Leibarzt er zudem war. Am 4. September 1565 wechselte er zur Titelkirche San Pancrazio.
Er starb in Rom und wurde in seiner Titelkirche bestattet. Später wurden seine Gebeine nach Genua überführt und dort in der Familiengruft in der Franziskanerkirche Santa Maria della Pace beigesetzt.